# هستی مهدوی‌فر
هستی مهدوی‌فر با نام اصلی مهدخت مهدوی‌فرد (زادهٔ ۲۱ آذر ۱۳۷۰) بازیگر سینما، تلویزیون و تئاتر اهل ایران است.

## زندگی شخصی
وی در ۲۱ آذر ۱۳۷۰ در تهران به دنیا آمد، او فارغ‌التحصیل لیسانس رشته گرافیک می‌باشد که در ۱۹ سالگی با قاب تلویزیون شروع به کار کرد و سال ۱۳۹۲ به شهرت رسید و بسیار به فوتبال، مسافرت، نجوم و فیلم‌سازی علاقمند است. نام اصلی او «مهدخت» در شناسنامه است، او به خاطر فوت پدرش، سال‌هاست در کنار مادر و برادرهایش زندگی می‌کند.
او برحسب یک اتفاق در سال ۱۳۸۹ وقتی ۱۹ ساله بود برای بازیگری سریال جراحت انتخاب شد و بدون کلاس بازیگری جلوی دوربین رفت.
برای اولین بار در سال ۱۳۸۹ با سریال «سوت پایان» به کارگردانی نیکی کریمی بازی در سینما را تجربه کرد تا اینکه سال ۱۳۹۲ با سریال «مادرانه» در نقش رها تمجید به شهرت رسید.
او تاکنون ازدواج نکرده و مجرد است.

## نقش‌آفرینی و فعالیت

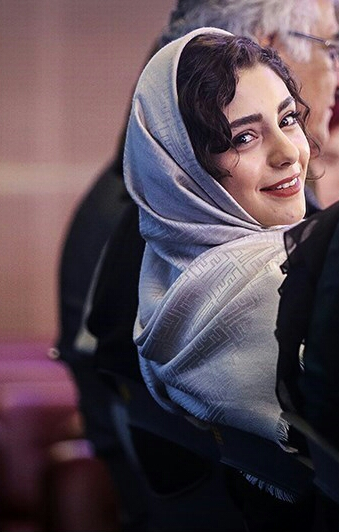
هستی مهدوی‌فر

### تئاتر[نیازمند منبع]
| نام تئاتر       | کارگردان      | سال  |
| --------------- | ------------- | ---- |
| سنترال پارک وست | شایسته ایرانی | ۱۳۹۶ |
| رت              | زهرا پورسرخ   | ۱۳۹۷ |
| زهرماری         | علی احمدی     | ۱۳۹۷ |

### سینمایی
| نام فیلم              | کارگردان         | سال  | اکران و نمایش |
| --------------------- | ---------------- | ---- | ------------- |
| سوت پایان             | نیکی کریمی       | ۱۳۸۹ | ۱۳۸۹          |
| زبان مادری            | قربان محمدپور    | ۱۳۸۹ | ۱۳۹۰          |
| پرستوهای عاشق         | فریال بهزاد      | ۱۳۸۹ | ۱۳۹۰          |
| جیوه                  | مسعود بهارلو     | ۱۳۹۱ |               |
| بیداری                | بهمن کامیار      | ۱۳۹۲ |               |
| نیم                   | بهمن کامیار      | ۱۳۹۳ |               |
| چهارشنبه              | سروش محمدزاده    | ۱۳۹۴ | ۱۳۹۴          |
| ۵۰ کیلو آلبالو        | مانی حقیقی       | ۱۳۹۴ | ۱۳۹۵          |
| لابی                  | محمد پرویزی      | ۱۳۹۵ |               |
| کمدی انسانی           | محمدهادی کریمی   | ۱۳۹۵ | ۱۳۹۶          |
| آذر                   | محمد حمزه ای     | ۱۳۹۵ | ۱۳۹۶          |
| ماجرای نیمروز: رد خون | محمدحسین مهدویان | ۱۳۹۷ | ۱۳۹۸          |
| هفت و نیم             | نوید محمودی      | ۱۳۹۷ | ۱۳۹۹          |
| ملاقات با جادوگر      | حمید بهرامیان    | ۱۳۹۸ |               |

### مجموعه‌های تلویزیونی
| نام سریال    | کارگردان                   | سال ساخت  | شبکه پخش | سال نمایش |
| ------------ | -------------------------- | --------- | -------- | --------- |
| جراحت        | محمدمهدی عسگرپور           | ۱۳۸۹      | شبکه ۳   | ۱۳۸۹      |
| مادرانه      | جواد افشار                 | ۱۳۹۲      | شبکه ۳   | ۱۳۹۲      |
| گذر از رنج‌ها | فریدون حسن پور             | ۱۳۹۳–۱۳۹۲ | شبکه ۱   | ۱۳۹۳      |
| حانیه        | جلال دهقانی اشکذری         | ۱۳۹۳      | شبکه ۲   | ۱۳۹۳      |
| سایه بان     | جمشید محمودی و نوید محمودی | ۱۳۹۵_۱۳۹۶ | شبکه ۲   | ۱۳۹۶      |

### نمایش خانگی
| نام     | نقش    | کارگردان    | سال تولید |
| ------- | ------ | ----------- | --------- |
| آکتور   | آلما   | نیما جاویدی | ۱۴۰۱      |
| هم رفیق | میهمان | شهاب حسینی  | ۱۳۹۹      |

### تله فیلم[نیازمند منبع]
| ردیف | نام فیلم      | کارگردان      | سال ساخت |
| ---- | ------------- | ------------- | -------- |
| ۱    | دستهٔ بازنده‌ها | بهرنگ توفیقی  | ۱۳۸۹     |
| ۲    | نقش لیلی      | خسرو معصومی   | ۱۳۹۰     |
| ۳    | ته چین        | مهدی حسینی‌وند | ۱۳۹۳     |

## جوایز
وی برای فیلم «نیم» موفق به دریافت دیپلم افتخار و جایزه نقدی بهترین بازیگر زن در چهارمین جشنواره بین‌المللی فیلم یاس شد.